# NGC 2978
NGC 2978 is een spiraalvormig sterrenstelsel in het sterrenbeeld Sextant. Het hemelobject werd op 10 maart 1886 ontdekt door de Amerikaanse astronoom Lewis A. Swift.

## Synoniemen
- MCG -1-25-29
- IRAS09408-0931
- PGC 27808